# Presidente do Gabão
O presidente do Gabão é o chefe de estado da República do Gabão. O cargo foi criado em 1960, após o Gabão tornar-se independente da França. De 16 de outubro de 2009 até 30 de agosto de 2023 o cargo foi ocupado por Ali Bongo, quando foi deposto em razão de intervenção militar.